# بروس نوريس
بروس نوريس (بالإنجليزية: Bruce Norris) هو شخصية أعمال أمريكي، ولد في 19 فبراير 1924 في شيكاغو في الولايات المتحدة، وتوفي في 1986 في ستوني بروك ، نيويورك في الولايات المتحدة.
1. ↑   https://www.tradingcarddb.com/Person.cfm/pid/58627/. {{استشهاد ويب}}: |url= بحاجة لعنوان (مساعدة) والوسيط |title= غير موجود أو فارغ (من ويكي بيانات) (مساعدة)